# Alcea digitata
Alcea digitata là một loài thực vật có hoa trong họ Cẩm quỳ. Loài này được Alef. mô tả khoa học đầu tiên năm 1862.